# Бочаров Дмитро Сергійович
Дмитро Сергійович Бочаров (рос. Дмитрий Сергеевич Бочаров; нар. 20 жовтня 1982) – російський шахіст, гросмейстер від 2003 року.

## Шахова кар'єра
2000 року переміг в одному з відбіркових турнірів до чемпіонату Росії, а в 2002 році поділив 2-4-те місце (позаду Ернесто Інаркієва) на чемпіонаті країни серед юніорів до 20 років і здобув в Улан-Баторі бронзову медаль чемпіонату світу серед студентів. Того ж року переміг у Томську і на розіграному в Самарі одному з турнірів з циклу Кубка Росії (разом з Борисом Грачовим і Денисом Євсєєвим). 2003 року поділив 1-ше місце у Каппель-ла-Гранд (разом із, зокрема, Євгеном Мірошниченком, Олександром Арещенком, Едуардасом Розенталісом і Володимиром Бурмакіним), в Санкт-Петербурзі (разом з Володимиром Бурмакіним) і в чемпіонаті Росії студентів (разом з Сергієм Дьячковим). 2004 року мав великий успіх, одноосібно перемігши на турнірі open в Абу-Дабі, а наступного року поділив у цьому місті 2-ге місце (позаду Ашота Анастасяна). 2005 року кваліфікувався на Кубок світу, де в 1-му раунді усунув Павла Смірнова, але у 2-му поступилася Гаті Камському. 2006 року досягнув ще одного успіху, посівши 1-ше місце на розіграному в Санкт-Петербурзі меморіалі Михайла Чигоріна. 2007 року переміг (разом з Андрієм Жигалко) в Мінську, тоді як 2008 року здобув у Новокузнецьку титул чемпіона світу серед студентів, поділив 1-ше місце (разом з Андрієм Харловим) у Казані (меморіал Рашида Нежметдінова) і переміг у Ханти-Мансійську. 2009 року поділив 1-ше місце у Воронежі (разом із, зокрема, Валерієм Поповим, Дмитром Кокарєвим і Сергієм Волковим). 2011 року вдруге в кар'єрі переміг на меморіалі Михайла Чигоріна.
Найвищий рейтинг Ело в кар'єрі мав станом на 1 січня 2009 року, досягнувши 2647 очок займав тоді 77-ме місце в світовому рейтинг-листі ФІДЕ.